# Theta Aurigae

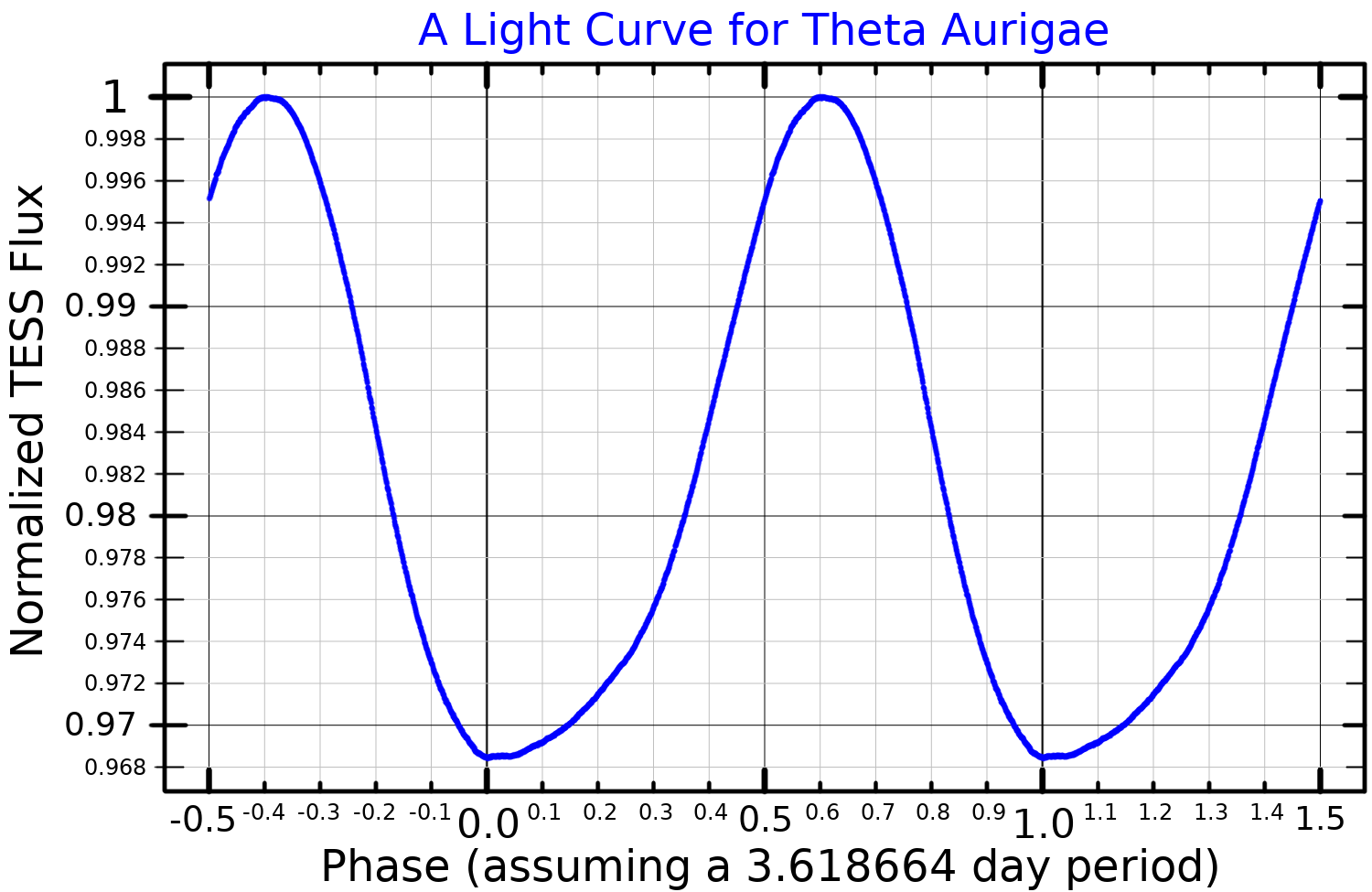
Lichtkromme van Theta Aurigae

Theta Auriga is een dubbelster in het sterrenbeeld Voerman. De ster heeft een magnitude van 2,62, wat haar de op twee na helderste ster in het sterrenbeeld maakt. De helderste component is een Alpha2 Canum Venaticorum variabele.